# 新内仲三郎
六代目 新内 仲三郎（ろくだいめ しんない なかさぶろう、1940年（昭和15年）9月26日 -）は、新内節の浄瑠璃太夫、三味線奏者。本名は、角田 富章（つのだ とみあき）。東京出身。1984年に六代目冨士元派家元・新内仲三郎を継承した。息子は新内多賀太夫。

## 受賞・栄典・その他
- 1990年　第44回芸術祭優秀賞
- 1992年　第13回松尾芸能賞優秀賞
- 1994年　第44回芸術選奨文部大臣賞
- 1998年　第18回伝統文化ポーラ賞特別賞
- 2001年　重要無形文化財「新内節三味線」の保持者として各個認定（いわゆる人間国宝）
- 2003年　紫綬褒章